# Francesco Salesio della Volpe
Francesco Salesio della Volpe (ur. 24 grudnia 1844 w Rawennie – zm. 5 listopada 1916 w Rzymie) – włoski duchowny katolicki, wysoki urzędnik Kurii Rzymskiej, kardynał.

## Życiorys
Ukończył seminarium w Bertinoro i Rzymie. Święcenia kapłańskie otrzymał 21 grudnia 1867. Był prywatnym szambelanem papieskim w latach 1874–1878. Prałat i kanonik bazyliki watykańskiej od 1878. Członek delegacji na koronację cara Aleksandra III. Mistrz kamery apostolskiej od 1886. Prefekt Domu Papieskiego od 1891.
19 czerwca 1899 został kardynałem. Nominację zachowano jednak "in pectore" i ogłoszono dopiero w 1901. Brał udział w konklawe 1903 i 1914. Od 1907 kardynał protodiakon. W 1908 został prefektem archiwum watykańskiego. Od 26 stycznia 1911 ostatni prefekt Św. Kongregacji Indeksu (urząd zniesiony w 1917 przez Benedykta XV). W maju 1914 mianowany kamerlingiem. Ogłosił wybór i koronował Benedykta XV. Nigdy nie przyjął święceń biskupich. Pochowany został na cmentarzu Campo Verano.